# Tlayacapan
Tlayacapan är en ort i Mexiko.   Den ligger i kommunen Tlayacapan och delstaten Morelos, i den sydöstra delen av landet, 50 km söder om huvudstaden Mexico City. Tlayacapan ligger 1 637 meter över havet och antalet invånare är 7 989.
Terrängen runt Tlayacapan är varierad, och sluttar söderut. Runt Tlayacapan är det ganska tätbefolkat, med 230 invånare per kvadratkilometer. Närmaste större samhälle är Cuautla Morelos, 16,8 km söder om Tlayacapan. I omgivningarna runt Tlayacapan växer huvudsakligen savannskog.